# Companhia Brasileira de Trens Urbanos
A Companhia Brasileira de Trens Urbanos (CBTU) é uma empresa pública brasileira, vinculada ao Ministério das Cidades. Foi criada em 22 de fevereiro de 1984, a partir da mudança de razão social e objetivos da Empresa de Engenharia Ferroviária S.A. (ENGEFER), substituindo a então Diretoria de Transportes Metropolitanos da Rede Ferroviária Federal (RFFSA).
Atualmente opera os serviços de transporte de passageiros sobre trilhos nas regiões metropolitanas de Recife, Maceió, João Pessoa e Natal.

## História
Criada em 1984, como uma sociedade de economia mista, subsidiária da Rede Ferroviária Federal (RFFSA), com a missão de modernizar, expandir e implantar sistemas de transporte de passageiros sobre trilhos, operando aqueles sob administração do Governo Federal, visando ampliar a mobilidade urbana e contribuir para o desenvolvimento dos setores produtivos da sociedade e para a melhoria da qualidade de vida nos centros urbanos.
Seguindo uma tendência de descentralização dos serviços de transporte ferroviário urbano de passageiros da União para os estados e municípios, conforme determinado na Constituição Federal de 1988, o controle acionário da CBTU foi transferido da RFFSA para a União, em 1994. Desde então, a CBTU passou a ser vinculada diretamente ao Ministério dos Transportes e as unidades de São Paulo, Rio de Janeiro, Salvador e Fortaleza foram sendo paulatinamente transferidas para os seus respectivos governos locais.
Em 1 de janeiro de 2003, a CBTU passou a ser vinculada diretamente ao Ministério das Cidades, com sua missão, a partir de então, focada na modernização e expansão dos sistemas que operava visando à transferência da administração e gestão daqueles para os poderes locais de governo.
Em 21 de junho de 2018, após Assembleia Geral Extraordinária, a CBTU torna-se empresa pública, sob a forma de sociedade anônima, de capital fechado, controlada pela União, vinculada ao Ministério do Desenvolvimento Regional. Em 01 de janeiro de 2023, por meio do decreto nº 11 333, a companhia voltou a ser vinculada ao Ministério das Cidades.
O Metrô de Belo Horizonte, que era operado pela CBTU, teve a sua gestão transferida para o Governo de Minas Gerais e foi posteriormente concedido à iniciativa privada em leilão realizado na B3 em 22 de dezembro de 2022, do qual saiu vencedor o Grupo Comporte, que ganhou o direito de explorar a concessão do serviço por um período de 30 anos. A empresa adotou a marca Metrô BH e assumiu o controle do sistema em 23 de março de 2023.

## Superintendências e sistemas de transporte
- Superintendência de Trens Urbanos de João Pessoa — Sistema de Trens Urbanos de João Pessoa
- Superintendência de Trens Urbanos de Maceió — Sistema de Trens Urbanos de Maceió
- Superintendência de Trens Urbanos de Natal — Sistema de Trens Urbanos de Natal
- Superintendência de Trens Urbanos do Recife — Metrô do Recife